# Soual
Soual é uma comuna francesa na região administrativa da Occitânia, no departamento de Tarn. Estende-se por uma área de 14.17 km², e possui 2.573 habitantes, segundo o censo de 2018, com uma densidade de 180 hab/km².